# Bodio
Pour les articles homonymes, voir Bodio (homonymie).
Bodio est une ancienne commune et une actuelle localité de la commune de Giornico, dans le district de Léventine, dans le canton du Tessin, en Suisse.

## Histoire
L'origine du nom de la commune est indéterminée.
Au Moyen Âge, le village de Bodio, situé à 130 km de Milan, dépend du duché de Milan. À la suite des différentes guerres, la région sera progressivement rattachée à la Suisse.
Aux environs de 1700, Siegwart, verrier allemand de la Forêt-Noire, s'installe dans cette région où l'on trouve en abondance du bois, de l'eau et des veines de quartz, indispensables pour fabriquer le verre. Son usine emploie entre 50 et 60 travailleurs, et les conditions de travail y sont difficiles : les fours fonctionnaient l'hiver, le contraste de températures élevé entre les fours et l'extérieur entraîne de nombreuses morts par pneumonie.
L'été était consacré au ramassage du bois. Les femmes transportaient sur leur dos le quartz extrait des mines dans des sacoches.
La fermeture de l'usine entraine l'émigration massive des vitriers, et si la plus grande partie de l'émigration s'est faite vers l'Italie, les vitriers et les fumistes sont plutôt partis en France.
À la fin du XIXe siècle, l'émigration se faisait vers la Canada et la Californie.
Par votation populaire, les habitants approuvent, le 26 novembre 2023, leur intégration à la commune de Giornico. La fusion prend effet le 6 avril 2025.

Vue aérienne (1954).

## Transports
- Ligne ferroviaire CFF Lucerne-Gothard-Bellinzone, voir ligne du Saint-Gothard.
- Le portail sud du Tunnel de base du Saint-Gothard se situe à Bodio.
- Autoroute A2, Bâle-Chiasso, entre la sortie 43 Faido et 44 Biasca.